# Metamorpha superba
Metamorpha superba är en fjärilsart som beskrevs av Bates 1864. Metamorpha superba ingår i släktet Metamorpha och familjen praktfjärilar. Inga underarter finns listade i Catalogue of Life.